# Cegléd–Hantháza-vasútvonal
A Cegléd–Hantháza-vasútvonal egy normál nyomtávú (1435 mm-es) vasútvonal volt Pest megyében, a vonal kiindulópontja Cegléd volt. A vasutat 1909-ben létesítették, főleg gazdasági okokból. Megszüntetését az 1968-as közlekedéspolitikai koncepció rendelte el. Az utolsó vonat 1978. február 28-án közlekedett.

## Történet

### Szőlőtelepítések
A Cegléd környéki szőlőtelepítések során 1894-1896 között sor került a csemői erdő parcellázására. Az ekkor telepített szőlők 1901-ben fordultak termőre: 20 000 mázsára volt tehető az őszi szőlőkivitel a csemői telepekről, a pincékből közel 2000 hektoliter bort fuvaroztak be Ceglédre, majd onnan a nagyvasúton mégtovább. A szállítás azonban drága és lassú volt: köves út nem volt, a mély homokban elakadtak a szekerek.

### Az előkészületek
A vasút tervét először Darányi Ferenc kecskeméti ügyvéd (aki maga is szőlőbirtokos volt) 1901-ben vetette fel a Ceglédi újságban. A vasút építésének sok és lelkes támogatója lett. 1902-ben már az előmunkálati engedélyt is megkapta dr. Neumann Izidor ceglédi ügyvéd - szintén csemői szőlőbirtokos - és Olgyai Molnár Pál földbirtokos. Ekkor még keskeny nyomközű vasutat terveztek, s a végállomás Csemő lett volna. A munkálatokra 200 ezer koronát irányoztak elő, melynek 35 százalékát az érdekeltek áldozatkészségből, részvények jegyzésével szándékoztak beszerezni. 1903-ban a Cegléd városi tanácsnak átadott terv szerint a vasút Cegléden a Kossuth tértől az Árpád utca-Bocskai út-Mizsei út útvonalon érte volna el a Holló-malmot (kenyérgyár). A városban negyedóránként, Csemőbe napi 3-4 vonat közlekedését tervezték. A helyi képviselőtestület 1904 februárjában hosszú és szenvedélyes vita után a kért 60 ezer korona helyett 10 ezer korona részvényt szavazott meg, majd 1906 októberében újabb 20 ezret. Igaz, ez utóbbi fölajánlás már könnyebben ment, mert a kérvényező engedélyesek bejelentették, hogy normál nyomtávolságú lesz a vasút.
1907. március 24-én megtörtént a vasút tervezett útjának a közigazgatási és műszaki bejárása. Ezek után a miniszteri jóváhagyás és az állami támogatás megígérése sem késett sokáig, hiszen a kereskedelemügyi miniszter - Kossuth Ferenc - a város országgyűlési képviselője volt. De az építés még mindig nem indulhatott meg, mert az előírt részvénytőkéből 26 ezer korona hiányzott. Ezen a hiányon az építtetők úgy segítettek, hogy 1908. szeptember 1-jén 400 korona címletű részvényeket jegyeztettek a város lakóival. Számos ceglédi kisparaszt is jegyzett, de a részvények többségét az öregcsemői szőlőbirtokosok vették meg. Ezzel elérték, hogy a vasút vonala - az eredeti tervtől eltérően - szőlőtelepeik mellett haladjon el. Ilyen szőlőbirtokos volt Végh Sándor, aki rábírva a vasúti minisztériumot, hogy a vonalat az ő 120 holdas szőlőjének érintésével vezessék, 60 ezer koronával járult hozzá a vasút építéséhez. 1908 novemberében kérték az építtetők, hogy a vasút a Kossuth tértől ne az Árpád utcán, hanem a Petőfi utcán és a Csutak Kálmán utcán haladjon. Erre az engedélyt vita nélkül megadta a képviselőtestület, de a tervezett motorvonatok helyetti gőzmozdonyok heves ellenzést váltottak ki.

### Az építkezés
1909 kora tavaszán megkezdődött az építkezés, vele együtt az ellenzés is nőtt. Még augusztusban két baleset is történt. A templom mellett egy anyagot szállító vonat elütött egy lovas kocsit, majd néhány nap múlva az Árpád utcai átjárónál egy gazda ökreit gázolta el. A mozdonyok szikrájától való félelem, a balesetek szaporodása elindította a vasúti pálya és a hidak rongálását. Egy reggelre a Gerje (Újárok) vasúti hídjának csavarjai eltűntek. Más panaszok is szaporodtak: a keresztutcáknál hiányoztak a kövezett átjárók, a Kossuth Ferenc utcán nem készültek el a vízáteresztők. 1909 októberére a panaszok lassan megszűntek, a fölforgatott utcák kezdtek elfogadható képet mutatni. Az anyagot szállító tehervonatok mellett egy-egy szép motorkocsi is megmutatta magát, majd őszre elkészült a pálya Csemőig. 1909. október 25-én megtörtént a várt műszaki bejárás, október 26-án pedig az ünnepélyes megnyitás. A különvonat délelőtt 9 órakor indult el, s délután már a menetrendszerű járatok is közlekedtek.
A pályát 1911-ben meghosszabbították Kupai Kovácsmajorig (Hantháza). Ezután többször felmerült, hogy Hantházától meghosszabbítsák a vonalat Lajosmizséig, kapcsolatot teremtve a 142-es vasútvonallal. Ez azonban nem valósult meg.

### A vonal kihasználtsága
A megszűnés előtti években huszonhárom üzem, vállalat volt érdekelt a vasút működtetésében. Az Unghváry pince volt, hogy napi 20 vagont is rendelt a MÁV-tól. A ceglédi piac melletti Kossuth térre pedig kitérő vágány épült, ahol sokszor 3-4 vagon állt rakodás alatt. Cegléden több üzem közvetlenül be volt kapcsolva a vasúti teherszállításba: pl. a Mizsei úton a konzervgyár, az élelmiszerraktár.
A kisparasztok a földjükről amit megtermeltek, vonattal hozták be a ceglédi piacra eladni - ez ma busszal aligha lehetséges. Csemőből és a környékbeli tanyákról érkező diákok a vasúton jutottak be Ceglédre az iskolákba. Egy időben külön diákkocsi is volt a vonaton - a kalauz lezárt egy kocsit a diákoknak -, a másfél órás menetidő alatt barátságok, diákszerelmek szövődtek.

### A vonal megszüntetése
A vonal megszüntetését az 1968-as közlekedéspolitikai koncepció rendelte el. A város központját keresztülszelő vasút ellen volt az akkori városvezetés és a lakosok egy része is:
- szerintük rombolta a városképet
- akadályozta a közúti közlekedést (akkor még a városon keresztül haladó 4-es főutat is keresztezte - sorompó azonban nem volt)
- a vonat személyszállítási szempontból lassú volt: Cegléd belterületén biztonsági okokból csak 10–15 km/órával haladhattak a szerelvények. Ezért közel 30 percbe telt, amíg járatok átjutottak a városon.
- a vonalnak ugyan volt menetrendje, de a vegyesvonati jelleg miatt kiszámíthatatlan volt a járatok érkezése és indulása: több helyen lekapcsoltak-felkapcsoltak tehervagonokat a vonatra, ezért az áruforgalom nagyságától függött a menetrend és a menetidő.

Az utolsó menetet 1978. február 28-án a 4948-as számú járat teljesítette. 18:32-kor indult Ceglédről és 20:01 perckor ért ki Hantházára. Ceglédre 21:48-kor ért vissza. Az utolsó vonatról készült egy emlékfotó. A fotón aláírásukat hagyták a vonalon szolgálatot teljesítő vasutasok, köztük az utolsó vonat mozdonyvezetője és kalauza.
A pályát teljes egészében felszedték. Az itt felszedett síneket és egyéb anyagokat az 1978-ban a hóolvadás és esőzések miatt járhatatlanná vált börzsönyi úttörővasút (a rendszerváltást követően Királyréti Erdei Vasút) felújítására használták fel.
Cegléd-Csemő-Hantháza között a személyszállítást azóta a vonatok helyett helyközi autóbuszjáratok végzik.

## A pálya nyomvonala
A Cegléd - Zöldhalom - Csemő - Hantháza között létesült vasúti pálya városon belüli nyomvonalát a kisvasut.hu régi Cegléd város térképén végigkövethetjük.
A vasútépítést több nagybirtokos is támogatta jelentős összeggel, annak fejében, hogy a nyomvonal a földjén haladjon keresztül. A vonal építésekor a birtokoknál épülő állomások az érintett földbirtokos nevét kapták. Ilyen állomásnevek pl. Balladűlő, Végh-telep, Unghváry-telep, Alexy-telep, Kupai-Kovács major. 1945 után átnevezték ezeket állomásokat. Így lett pl. Kupai-Kovács majorból Hantháza. (Az 1945-ben felvett Hantháza név korábbi múltra utalhat, mert a kiskunmajsai házassági anyakönyv kétszer is - először 1856. november 17-én Ambrus István személyében, valamint 1868. november 11-én Zsikó Rozália személyében - beszámol hantházai származású házasulandókról!)

### Kiinduló állomás:Cegléd megálló
A normál nyomtávolságú vonal összeköttetésben állt a nagyvasúttal (ahogy az előbbi térképen látható). Azonban a személyvonatok nem a mai vasútállomásról indultak, hanem Cegléd megállóból, ami a vasútállomás előtti területen (ma parkoló) volt. Ide futottak be a keskeny nyomközű Ceglédi Gazdasági Vasút vonatai is, melyek Vezsenyig közlekedtek. A középső képen így kisvasúti vágány is látható az előtérben.

### Széchenyi tér mh. (Széchenyi út)
Az állomástól a városközpontig a mai Kossuth Ferenc utca mentén vezetett a vonal. Az első megálló a Széchenyi tér volt. A vasút építésekor itt nagy szabad térség volt, mely a tér jellegét a Közgazdasági és Informatikai Szakközépiskola építésekor, az 1960-as évek közepén vesztette el. A vonatok a Kossuth Lajos Gimnázium hátsó kerítésénél, a járda mellett álltak meg.

### Unghváry pince mrh.
A Kossuth Ferenc utca-Múzeum utca sarkától néhány méterre volt a megálló. A pince borát tartályvagonokban szállították. A forgalmáról annyit: volt, hogy napi húsz vagont rendelt a pince a MÁV-tól. Azonban megálló lévén csak egy vágány állt rendelkezésre: a vonatközlekedést akadályozta a tartályvagonok töltése.
|  |  |

Megoldást az jelentett, hogy több járat is vegyesvonatként közlekedett: a személykocsik után kapcsolták az üres tartálykocsikat, amiket itt leakasztottak a vonatról. Ekkor hozzáláttak a tartályvagonok töltéséhez. Majd mikor az ellenkező irányból jött vonat, egyszerűen a mozdony elé kapcsolták az immár megtöltött tartályvagonokat. (Vagyis ekkor húzva-tolva közlekedett a vonat: tartálykocsik-mozdony-személykocsik.)

### Kossuth tér
A piac közelsége miatt a legforgalmasabb megálló volt. A nagy áruforgalom miatt 1946-47-ben egy kitérővágányt építettek a rakodáshoz; piaci napokon 3-4 vagon is állt itt. 1936-1939 között a hetipiacos napokat megelőző napon a Kossuth téren nagy éjszakai piacok voltak, 22-23 óra közötti időben vonat érkezett ide.
|                           |  |  |
| Macsali Károly felvételei |  |  |

### További állomások, megállóhelyek
- Gerje állomás
- Ugyer
- Alsóerdő
- Zöldhalom állomás
- Balladűlő
- Végh telep (1945 után: Csemő)

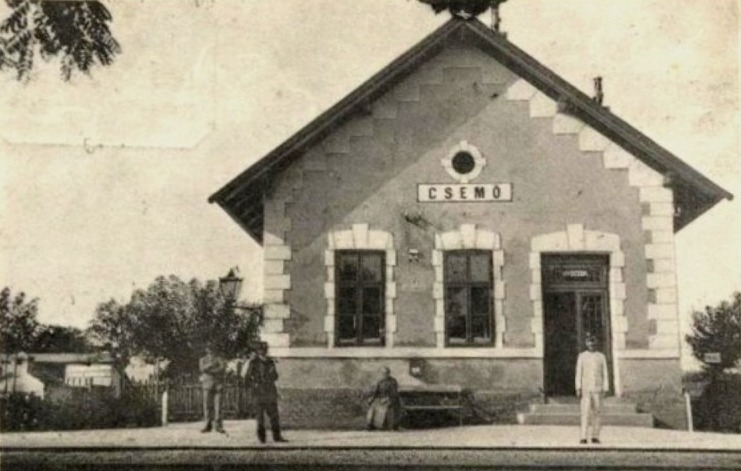
Csemő

- Unghváry telep (1945 után: Öregtanyák)
- Csemő állomás (1945 után: Felsőcsemő)
- Hosszúhomok
- Ereklyés állomás

Az 1934. évi menetrendben Mikebuda néven szerepel. A községet itt közelítette meg legjobban a vasút - de a település még innen is közel 5 km-re van az egykori állomástól.
- Alexy telep

A megállóhely az 1960-as években már nem szerepel a menetrendben.

### Végállomás:Hantháza
A végállomás Kupai Kovácsmajor, 1945 utáni nevén Hantháza volt. Az állomástól néhány perc sétára volt látható Pest megye utolsó megmaradt szélmalma, melyet azóta elbontottak.

„Az állomástól kb. 5 kilométerre az erdőben van egy orosz lőszerraktár és laktanya. Egy alkalommal huszonhat vagon lőszer érkezett. Katonák őrizték éjszaka, de erősen felöntöttek a garatra, majd elaludtak. Egy kivételével, aki pedig garázdálkodni kezdett, beverte az ablakokat. Később pedig a síneken álló szerelvényt akarta felrobbantani. Én rohantam el az orosz laktanyához segítségért. [...] A lőszerraktár szovjet parancsnoka ezután jelentette ki, hogy a továbbiakban már nem fontos számukra a vasúti vonal - mivel addig ők is használták -, inkább Ceglédre vagy Nagykőrösre beviszik a vasúthoz, amit szállítani akarnak. ”

– Robár János, egykor Hantházán dolgozó vasutas visszaemlékezése

Az utolsó üzemnapon is zajlott a kitermelt fa rakodása négy teherkocsiba.

## Műszaki adatok

### Vontatás
Az 1960-as évekig gőzmozdonyok húzták a szerelvényeket. Legtöbbet a MÁV 275-ös gőzmozdonyok jártak a vonalon. Cegléden belül a pályát 1946-1947 között felújították a városi üzemek jobb kiszolgálása érdekében. Megnövelték az engedélyezett tengelyterhelést, így Gerje állomásig a Truman gőzmozdonyok is kijárhattak.
A szerelvényeket az utolsó évtizedben MÁV M28-as dízelmozdonyok vontatták, azonban gyakran szükség volt még a MÁV 275-ös gőzmozdonyok bevetésére is. Az utolsó években az 1972-től gyártott MÁV M32 sorozatú dízelmozdony is közlekedett a vonalon.

### Biztosítóberendezés
Az 1967. július 1-jétől érvényes F1 utasítás alapján a vonalat végig felszerelték bejárati jelzőkkel és előjelzőkkel, de ezeket a berendezéseket rövid idő múlva szabványos "Megállj" jelzést mutató jelzéssel látták el és a jelzőket Gerje mrh. kivételével éveken át nem kezelték, sőt a vonalat egyszerűsített forgalmi szolgálattá szervezték át. A több millió forintos beruházás értelmetlennek bizonyult.

## A jelen
A vasút emlékét őrzik
- az egykori vasúti épületek, amik a mai napig állnak: Alsóerdő mh. esőbeállója, Zöldhalom, Csemő, Hantháza állomásépületei - némelyik teljesen átalakított formában - ma lakóházak.
- A vonal megnyitásának 100 éves évfordulójának alkalmából emléktáblát avattak Cegléd állomáson és Hantházán az egykori állomás épületén.
- Az elbontott síneket felhasználva újították fel a Királyréti Erdei Vasút pályáját.
- A külterületeken a vasút töltése a közút mellett sok helyen felismerhető.
- Cegléden a Mizsei úton a vasút helyén ma kerékpárút van. Az útkereszteződésekben otthagyták az oda bebetonozott sínszálakat, így azok a mai napig láthatóak.
- A vonalon legtöbbet MÁV 275 típusú gőzmozdonyokkal történt a vontatás. Cegléd vasútállomásán is egy ilyen gőzmozdony van kiállítva, a MÁV 275 118 pályaszámú. A 118-ast azonban Dunántúlról hozták ide, ezen a vonalon nem járt.